# 下崁 (臺北市)
下崁，是臺北市的一個傳統地名，範圍大致為今萬華區的中部的柳鄉、華江、綠堤、糖廍、和平、雙園、頂碩等里，以及青山、富民、福音、富福4里三水街以南和廣州街以南部分區域，再加上中正區廈安里的西半部，區內有萬華車站以及捷運龍山寺站，是萬華區的中心點，也是交通樞紐、行政中心，以及僅次於西門町第二繁華之處。

## 歷史
台灣清治末期至日治前期，該地區為一街庄，稱為「下崁庄」，隸屬於大加蚋堡。下崁庄北與艋舺為鄰，東與龍匣口庄、崁頂庄為鄰，南邊為加蚋仔庄，西邊隔淡水河及其支流新店溪為江仔翠庄。
1901年（日治明治三十四年）11月，下崁庄為臺北廳直轄，隸屬於第四區。1906年（明治三十九年）1月，第四區改名「古亭村區」。1920年（大正九年）改制為「下崁」大字，隸屬於臺北州臺北市。當時大字下設有「頂石路」、「中石路」、「下石路」小字名。1922年4月町目劃分時，下崁大字分拆為柳町、堀江町、綠町及一部分的新富町。
戰後臺北市改制為省轄市。1946年2月臺北市劃分為10個區，下崁地區隸屬於雙園區以及小部分龍山區（原新富町南部），町改制為里。1967年7月臺北市改制為院轄市。1990年3月，臺北市各區重劃，下崁地區改隸屬萬華區以及小部分中正區（廈安里西部）。

## 交通
台鐵縱貫線穿越下崁地區中部，設有萬華車站。
台北捷運板南線穿越下崁地區北部，設有龍山寺站。興建中的萬大線通過下崁地區東南角，設有廈安站。

## 學校
- 大理高中
- 雙園國小
- 大理國小
- 華江國小

## 文化資產
- 新富市場（市定古蹟）
- 艋舺洪氏祖厝（市定古蹟）
- 臺糖臺北倉庫（市定古蹟）
- 萬華林宅（市定古蹟）

## 公園
- 艋舺公園
- 糖廍文化園區
- 雙園河濱公園